# Literatur und Kritik
Literatur und Kritik (Littérature et Critique) est un magazine littéraire autrichien fondé en avril 1966 par les auteurs Rudolf Henz, Gerhard Fritsch, et Paul Kruntorad, et succède au magazine Wort in der Zeit (La Parole dans le Temps) qui avait été actif depuis 1955. 

## Profil
Le magazine ouvrit ses portes à la littérature « plus jeune » ainsi qu'à la littérature des pays de l'Europe orientale. Selon une étude de la philologue Renate Langer, il avait été conçu initialement comme une revue littéraire officieuse d'Autriche qui recevait des subventions publiques. Il a gardé cette réputation jusqu'à la fin des années 1980.
Depuis la fondation, Literatur und Kritik est édité par la maison Otto Müller Verlag à Salzbourg, en cinq numéros doubles par an. Le germaniste Klaus Zeyringer le compte parmi les revues littéraires les plus intéressantes dans tous les pays germanophones. Le tirage est à 4 000 exemplaires.
La direction du magazine fut d'abord confiée à Jeannie Ebner puis à Kurt Klinger. En 1991, Karl-Markus Gauß prend le contrôle et réorganise la conception. Entre autres, il introduit une nouvelle rubrique Lettres culturelles qui présente des essais et des feuilletons sur des thèmes culturels et historiques. Il met en relief les informations sur les littératures de l'Europe centrale et sait intéresser une nouvelle génération d'auteurs. 
L'édition du 40e anniversaire présente un survol des textes imprimés pendant les premières 25 années, par exemple ceux de Ilse Aichinger, Ingeborg Bachmann, Italo Calvino, Elias Canetti, Paul Celan, Erich Fried, Alfred Gesswein, Peter Henisch, Friederike Mayröcker, Robert Menasse, Peter Rosei, Peter Turrini et Czeslaw Milosz.

## Dossiers
La plupart des numéros de Literatur und Kritik contiennent des dossiers sur des thèmes choisis ou la littérature d'un pays spécifique, par exemple de la Moldavie, la littérature sorabe, le Portugal, l'Ukraïne, la littérature occitane et yiddish. 

## Lettres culturelles
Cette rubrique est conçue et introduite par Karl-Markus Gauß. Elle présente des essais et des feuilletons sur des thèmes culturels. Chaque année, Literatur und Kritik publie entre deux et trois douzaines de telles lettres culturelles. Beaucoup d'auteurs germanophones publièrent déjà des lettres culturelles, par exemple Beppo Beyerl, Max Blaeulich, Manfred Chobot, Klaus Ebner, Leopold Federmair, Andrea Grill, Drago Jančar, Michael Scharang, Wolfgang Sréter, Daniela Strigl, Christian Teissl et Manfred Wieninger.

## Poésie
Depuis 2005, le premier numéro de l'année présente des poèmes inédits. La rédaction a l'intention de documenter les développements différents de la poésie contemporaine.

## La Revue dans la revue
La conception La Revue dans la revue est internationale et permet à des revues littéraires de présenter des textes choisis en traduction dans une revue littéraire d'un autre pays. Ainsi, il n'est plus question de décrire la littérature d'un pays voisin, mais ce sont les textes qui parlent d'eux-mêmes. L'idée est conçue par la rédaction du magazine littéraire Apokalipsa à Ljubljana en Slovénie. Les premiers projets d'un tel type réunissent Literatur und Kritik avec des médias en Slovénie, Hongrie, Monténégro, Pologne et Croatie. 

## Critiques littéraires
Chaque numéro publie des critiques littéraires sur des parutions récentes. Une spécialité du magazine est la controverse qui rassemble deux points de vue controversés. Des germanistes et des auteurs de grande réputation, comme Waltraud Anna Mitgutsch, Wendelin Schmidt-Dengler, Daniela Strigl et Klaus Zeyringer y publièrent des critiques.

## Sources
- Herbert Zeman (Ed.): Das 20. Jahrhundert, Geschichte der Literatur in Österreich Vol. 7, Akademische Druck- u. Verlagsanstalt, Graz 1999.  (ISBN 3-201-01687-X)
- Klaus Zeyringer (Ed.): Österreichische Literatur seit 1945, Haymon Verlag, Innsbruck 2001.  (ISBN 3-85218-379-0)
- Literatur und Kritik No. 399/400: 40 Jahre, Otto Müller Verlag, Salzbourg novembre 2005.